# Plakina trilopha
Plakina trilopha är en svampdjursart som beskrevs av Schulze 1880. Plakina trilopha ingår i släktet Plakina och familjen Plakinidae. Utöver nominatformen finns också underarten P. t. antarctica.